# Хост Хостилий
Хост Хостилий (на латински: Hostus Hostilius) e древноримски благородник при управлението на Ромул.
Хост Хостилий пада убит в подножието на хълма Палатин защитавайки римската цитадела по време на битката срещу сабините. Сабините нападат Рим след отвличането на сабинянките. Хост Хостилий е женен за сабинянка на име Херсилия (на латински: Hersilia). Той е дядо на третия римски цар Тул Хостилий.